# Jijia, Chongqing
Jijia (kinesiska: 季家) är en köping i sydvästra Kina. Den ligger i stadsdistriktet Dazu i storstadsområdet Chongqing, omkring 100 kilometer väster om det centrala stadsdistriktet Yuzhong. Antalet invånare är 10941. Befolkningen består av 5 352 kvinnor och 5 589 män. Barn under 15 år utgör 18,0 %, vuxna 15-64 år 64 %, och äldre över 65 år 17,0 %.